# Syncopy Films
Syncopy Films Inc. – amerykańska wytwórnia filmowa założona w 2001 roku przez brytyjsko-amerykańskiego reżysera Christophera Nolana i jego żonę Emmę Thomas. Nazwa firmy wzięła się od angielskiego słowa syncope oznaczającego omdlenie, utratę tchu.

## Filmy
- 2005: Batman: Początek (Batman Begins)
- 2006: Prestiż (The Prestige)
- 2008: Mroczny rycerz (The Dark Knight)
- 2010: Incepcja (Inception)
- 2012: Mroczny rycerz powstaje (The Dark Knight Rises)
- 2013: Człowiek ze stali (Man of Steel)
- 2014: Interstellar
- 2017: Dunkierka (Dunkirk)
- 2020: Tenet
- 2023: Oppenheimer